# Lukas Königshofer
Lukas Königshofer (Vienna, 16 marzo 1989) è un ex calciatore austriaco, di ruolo portiere.